# Портрет Дірка Тібіса
«Портрет Дірка Тібіса» (нім. Porträt der Dirck Tybis) — картина німецького живописця Ганса Гольбейна молодшого (1498–1543). Створена у 1533 році. Зберігається у колекції Музею історії мистецтв у Відні (інв. №GG 903). Картина згадується в описі колекції Крістіана фон Мехеля у 1783 році.
Ганс Гольбейн молодший став одним із перших великих художників, що прибули до Англії. У 1526 році Гольбейн приїхав до Лондона, де працював при дворі Генріха VIII аж до самої своєї смерті від епідемії чуми у 1543 році.
На портреті зображений торговець Дірк Тібіс із Дуйсбурга у фронтальному ракурсі і саме це положення надає йому урочистості. У лівій руці він тримає конверт, а на столі лежить листок, на якому написане його ім'я, вік (33 роки) і дата створення портрету. Темний фон підкреслює монументальність персонажа, а предмети на першому плані, що написані у найдрібніших деталях, свідчать про вплив фламандського живопису. Це відчувається у використанні Гольбейном світла для того, щоб підкреслити одяг та риси обличчя молодого чоловіка.
Скринька з монетами, перо і печатка натякають на торговельну діяльність Дірка Тібіса. Художнику вдалося успішно поєднати образи італійського живопису із північною традицією.